# جيمس أوتيس سينيور
جيمس أوتيس سينيور (بالإنجليزية: James Otis, Sr.)‏ هو صحفي ومحامي أمريكي، ولد في 1702 في بارنستابل في الولايات المتحدة، وتوفي في 1778.